# Bogusław Choina
Bogusław Choina (ur. 20 czerwca 1950 w Krakowie, zm. 30 maja 2016) – polski polityk i lekarz, poseł na Sejm I kadencji.

## Życiorys
Syn Mieczysława i Julianny. Ukończył w 1975 studia na Wydziale Lekarskim Śląskiej Akademii Medycznej. Do 1991 pracował w Instytucie Onkologii w Gliwicach.
W 1980 wstąpił do NSZZ „Solidarność”. Był przewodniczącym komitetu założycielskiego i następnie komisji zakładowej w swoim zakładzie pracy. W latach 1981–1985 należał także do Konfederacji Polski Niepodległej. W grudniu 1981 został tymczasowo aresztowany, w styczniu 1982 skazany na karę dwóch lat pozbawienia wolności, którą to karę Sąd Najwyższy podwyższył do pięciu lat. Zwolnienie uzyskał w grudniu 1983 w związku z amnestią.
W latach 1990–1994 zasiadał w gliwickiej radzie miasta z ramienia Komitetu Obywatelskiego. W 1991 z listy Kongresu Liberalno-Demokratycznego został wybrany na posła I kadencji. W kolejnych wyborach parlamentarnych bez powodzenia kandydował z listy KLD (1993), Unii Wolności (1997) oraz Prawa i Sprawiedliwości (2001).
Po 1991 był dyrektorem zakładu opieki zdrowotnej, potem zatrudniony jako specjalista najpierw w Śląskiej Regionalnej Kasie Chorych, następnie w oddziale Narodowego Funduszu Zdrowia.
W 2007 prezydent Lech Kaczyński odznaczył go Krzyżem Oficerskim Orderu Odrodzenia Polski. W 2015 otrzymał Krzyż Wolności i Solidarności.
Pochowany na cmentarzu centralnym w Gliwicach.